# Švihov
Švihov (německy Schwihau) je město v okrese Klatovy, vzdálené deset kilometrů severně od Klatov. Leží v údolí řeky Úhlavy ve členité krajině Pošumaví při hlavním silničním tahu z Plzně do Klatov a Železné Rudy. Žije zde přibližně 1 700 obyvatel.

## Historie
První písemná zmínka o Švihovu pochází z roku 1245, ale tehdejší osídlení se pravděpodobně nacházelo v okolí kostela svatého Jiljí na pravém břehu Úhlavy. Ve 14. století nechal šlechtic Vilém ze Švihova postavit hrad Švihov, v jehož severním sousedství postupně vzniklo sídliště, roku 1367 doložené jako městečko. Za husitských válek, roku 1425, byl hrad dobyt husity a převzat do správy klatovských měšťanů. Půta Švihovský z Rýzmberka nechal starý hrad rozsáhle přestavět a městečku poskytl trhové právo. V letech 1501 a 1502 mu věnoval stejná práva, jaká mělo město Horažďovice.
Městečko leží v údolní nivě Úhlavy a skládá se ze dvou částí: Dolního města, které sousedí s hradem, a Horního města dále na severu. Obě části mají rozlehlá náměstí a na okraji Horního města stojí farní kostel svatého Václava. Urbanistický vývoj obou částí je nejasný. Dolní město snad mohlo být opevněno, ale doložena je pouze existence dvou bran a z roku 1505 pochází zmínka o příkopu.
Za třicetileté války bylo městečko vypleněno švédskými vojsky, hrad ale tehdy dobyt nebyl. Po válce bylo císařem Ferdinandem III. nařízeno nedobytný hrad zbourat, ale díky neustálému oddalování demolice se nakonec podařilo hrad zachránit. Později, až do roku 1918, sloužil hrad jako sýpka. V tomto období docházelo k rozsáhlému chátrání celé stavby. Rozsáhlejší rekonstrukci objektu přineslo období po roce 1949, kdy byl hrad zestátněn a byla zahájena jeho náročná rekonstrukce.

### Židé ve Švihově
Nejstarší záznam o židovském osídlení obce pochází z roku 1570. V 18. století se Švihov stal jakýmsi židovským centrem pro široké okolí včetně Klatov. Následkem restrikčních zákonů z roku 1736 zde také v oblasti dnešní Vrchlického ulice vzniklo ghetto. Někdy koncem 18. století v něm vypukl požár, jemuž zdejší dřevěné domy podlehly. Docházelo sice k jejich postupné přestavbě, ghetto však posléze zaniklo, protože po roce 1811 nebyli již Židé nuceni bydlet odděleně.
V Židovské ulici (dnes Vrchlického) stávala též výstavná synagoga postavená v roce 1783. Byla vybudována namísto starší dřevěné synagogy, kterou o deset let dříve zničil požár. K bohoslužbám sloužila až do počátku druhé světové války. Poté chátrala, načež byla v roce 1963 zbourána. Židovská komunita ve Švihově přestala existovat podle zákona z roku 1890. Do okupace se o hřbitov starala židovská obec v Klatovech.

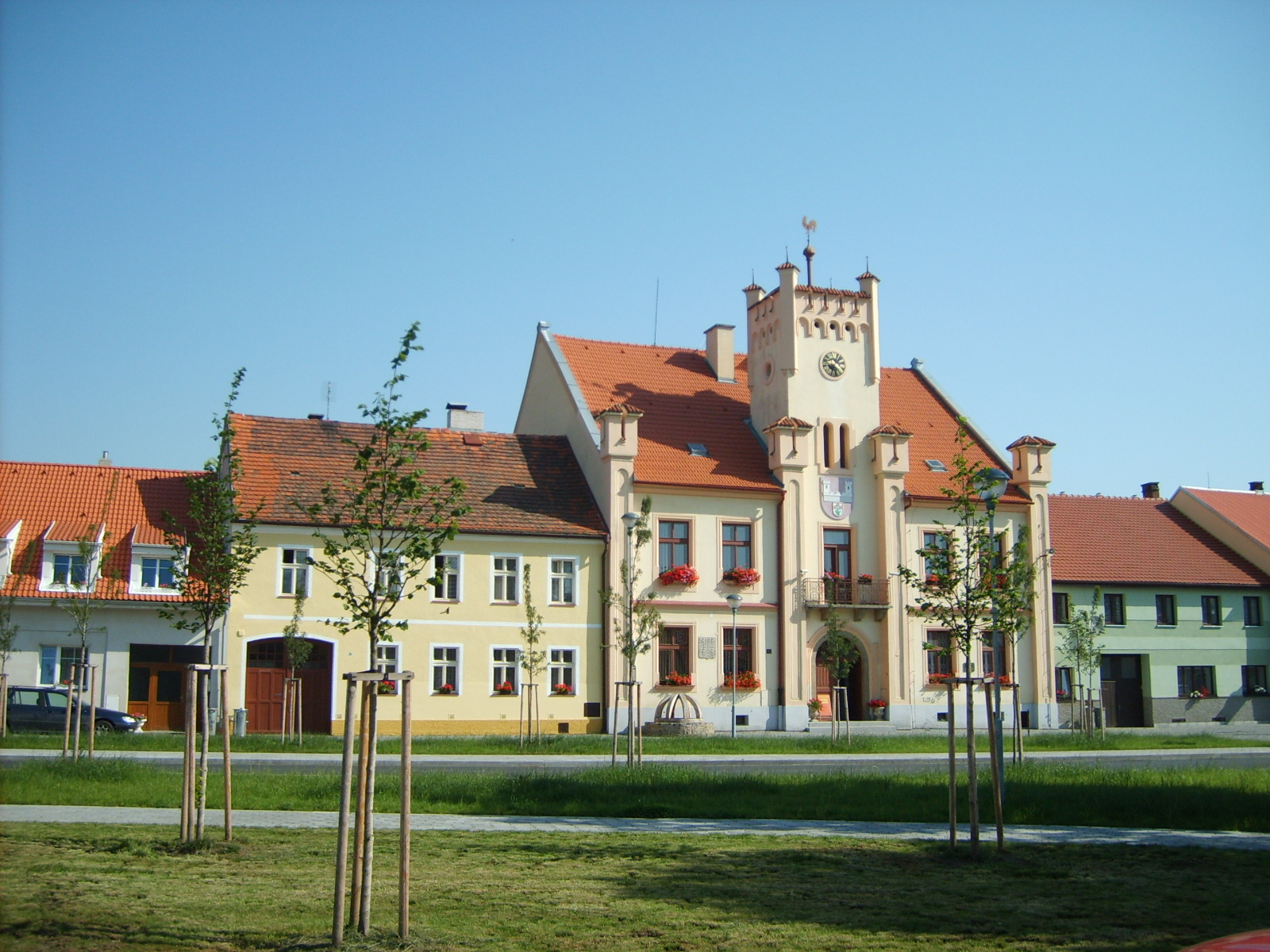
Radnice na náměstí ve Švihově

V srpnu 2002 bylo město zasaženo povodní. Ze svých břehů se vylila řeka Úhlava a vytvořila zátopové jezero o šířce až 400 m a hloubce 5 m (za normálního stavu vody je koryto řeky 1,5 m hluboké a 10 m široké). Následky povodní snad ještě zhoršil fakt, že je celý Švihov obehnán původně obrannými vodními příkopy hradu. Částečně také kvůli tomu se o Švihově hovořilo jako o jednom z nejvíce povodněmi zasažených měst západních Čech. Výše škod byla vyčíslena asi na 50 mil. Kč. Po pěti letech od povodně byly její viditelné následky již odstraněny. V budoucnu mají být provedena rozsáhlá protipovodňová opatření.
Nachází se zde zdravotní středisko i se specializované ordinace, lékárna, dům s pečovatelskou službou. Zdejší základní školu (budova postavena v roce 1958) navštěvují nejen děti ze Švihova, ale také z dvaceti okolních vesnic. Je zde také mateřská škola, která je umístěna ve společném areálu s budovou ZŠ. Ve městě nechybí ani různá hřiště nebo kulturní dům. V roce 1997 byla provedena plynofikace města. Plánovala se výstavba prodloužení skupinového vodovodu z vodní nádrže Nýrsko na Šumavě, do té doby byl místní vodovodní řad napájen z okolních studní. Největším zaměstnavatelem ve městě je zemědělský podnik, který hospodaří na ploše skoro 30 km² a má přes 110 zaměstnanců.

## Části města
Švihov se skládá z jedenácti místních částí, když na konci roku 2001 byly ke Švihovu připojeny do té doby samostatné obce Jíno, Kaliště a Stropčice.
- Švihov
- Bezděkov
- Jíno
- Kaliště
- Kamýk
- Kokšín
- Lhovice
- Stropčice
- Těšnice
- Třebýcinka
- Vosí

Od 30. dubna 1976 do 23. listopadu 1990 k městu patřily i Borovy, Červené Poříčí, Mstice, Nezdice a Vřeskovice.

## Obyvatelstvo
Podle sčítání lidu 2001 bylo národnostní složení obyvatel skoro úplně jednotné – 97,6 % tvořili Češi. 1,1 % se přihlásilo k národnosti ukrajinské a asi 0,6 % tvořili Slováci. Skoro 36 % obyvatel města se přihlásilo jako věřící. Míra nezaměstnanosti je velmi nízká – podle údajů Úřadu práce Klatovy za červenec 2007 dosahovala pouhých 3,8 %, průměr okresu byl 5,7 %. Z celkového počtu obyvatel tvořily děti do 15 let v srpnu 2007 14,1 %.
| Rok            | 1869  | 1880  | 1890  | 1900  | 1910  | 1921  | 1930  | 1950  | 1961  | 1970  | 1980  | 1991  | 2001  | 2011  | 2021  |
| -------------- | ----- | ----- | ----- | ----- | ----- | ----- | ----- | ----- | ----- | ----- | ----- | ----- | ----- | ----- | ----- |
| Počet obyvatel | 2 802 | 2 969 | 2 887 | 2 734 | 2 716 | 2 868 | 2 870 | 2 340 | 2 334 | 2 012 | 1 808 | 1 615 | 1 633 | 1 645 | 1 665 |
| Počet domů     | 430   | 470   | 479   | 479   | 480   | 483   | 547   | 590   | 589   | 577   | 560   | 631   | 649   | 669   | 697   |

## Doprava

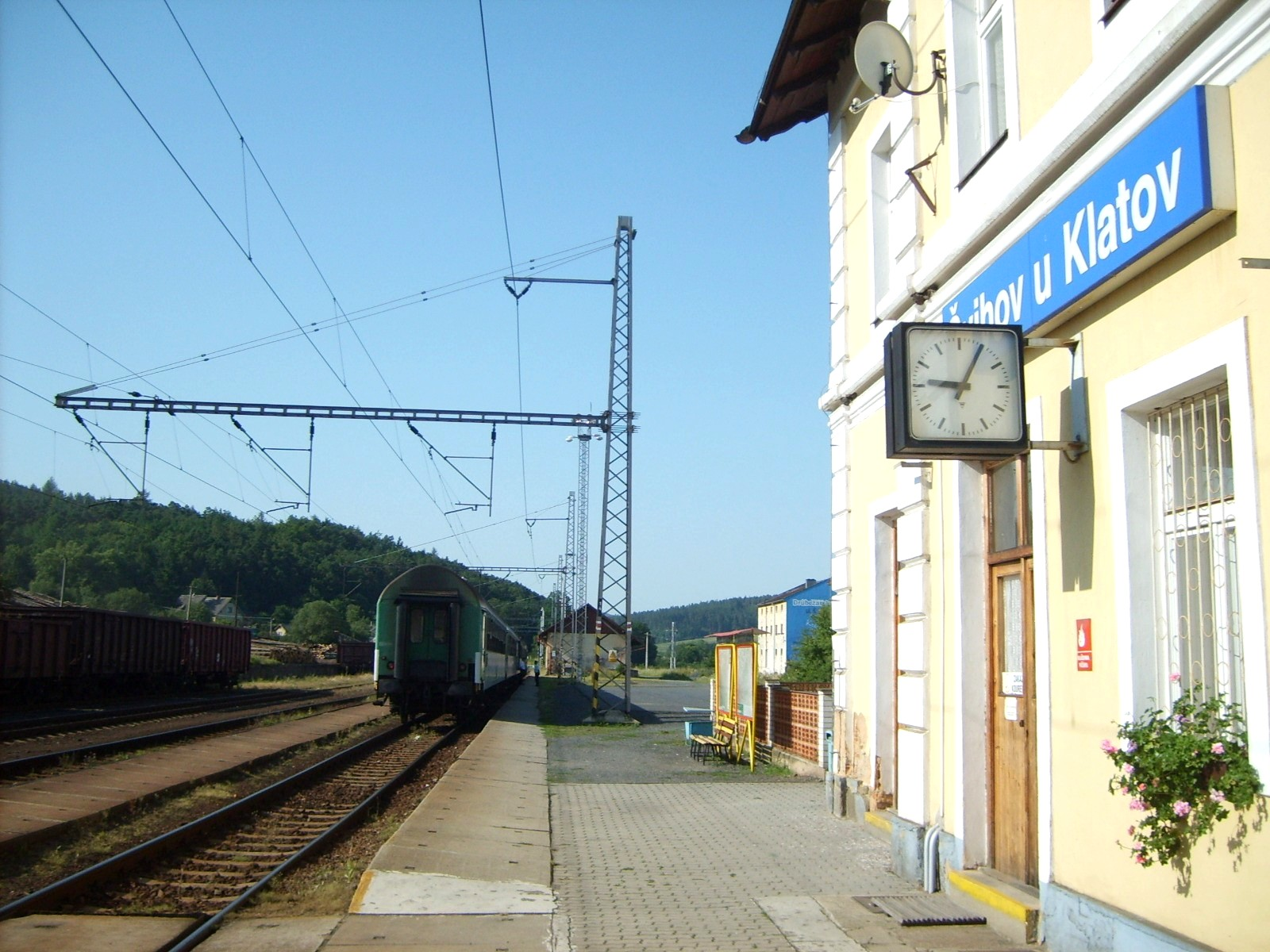
Železniční stanice Švihov u Klatov

Hlavní silniční komunikací procházející městem je silnice I/27 z Mostu a Plzně přes Klatovy na hraniční přechod v Železné Rudě. Na této komunikaci je velmi hustá doprava. V minulosti byla vybudována přeložka silnice mimo bezprostřední centrum města, silnice však stále prochází částí města u nádraží. Ve Švihově na ni navazuje silnice II/184 Švihov – Chudenice – Kdyně – hraniční přechod Všeruby/Eschlkam na Domažlicku.
Velký význam má pro město také doprava železniční. Švihovem prochází železniční trať Plzeň – Železná Ruda-Alžbětín, na které je umístěna železniční stanice Švihov u Klatov vzdálená od náměstí asi 1,3 km.
Švihovem projíždí mnoho autobusových linek příměstského i dálkového charakteru. Příměstské linky většinou spojují okresní město Klatovy, Švihov a vesnice v okolí Švihova (např. Chudenice, Vřeskovice, Biřkov). Dálkové spoje jsou všechny v trase Plzeň–Klatovy.

## Pamětihodnosti

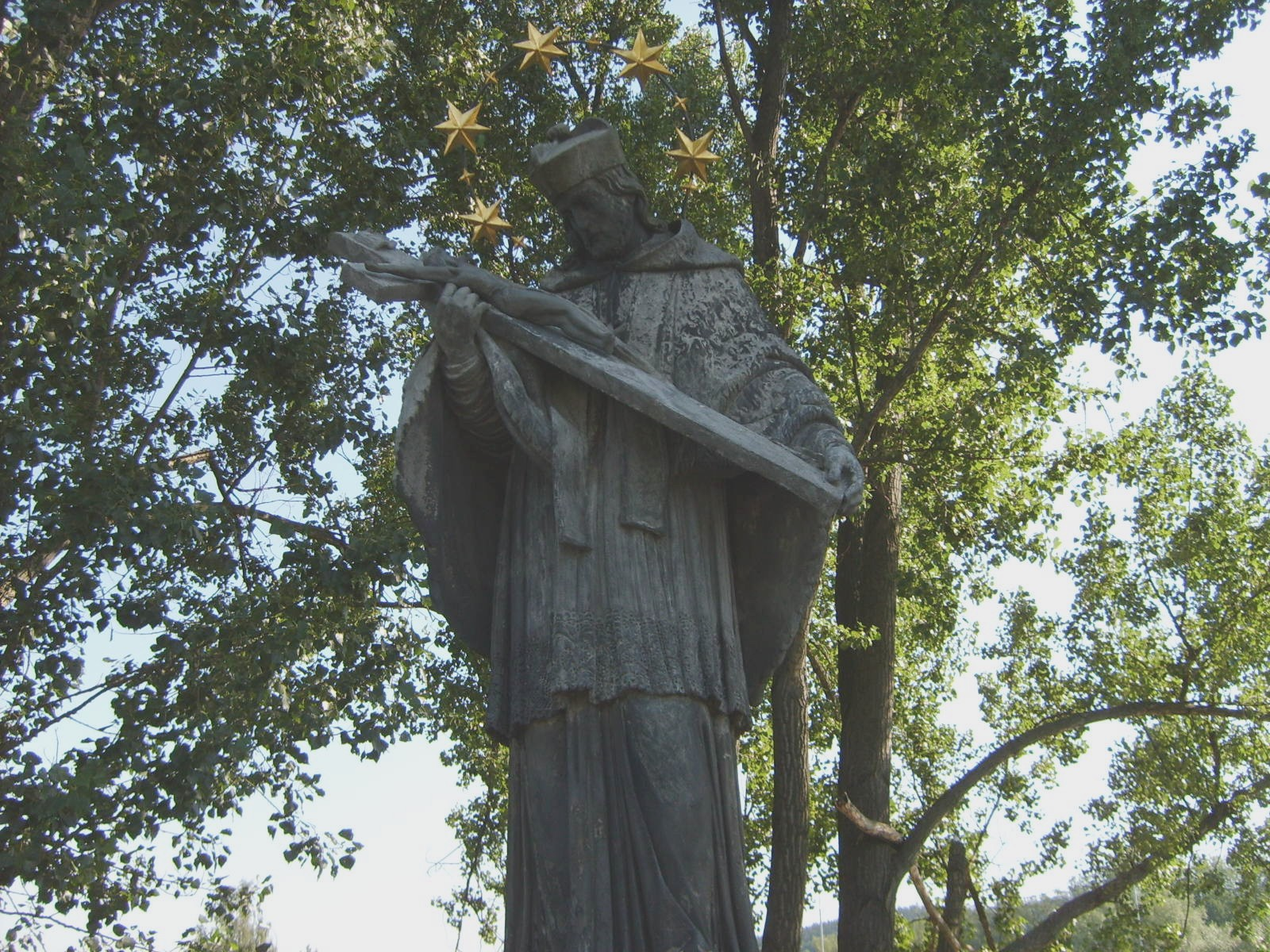
Socha sv. Jana Nepomuckého na mostě přes Úhlavu ve Švihově

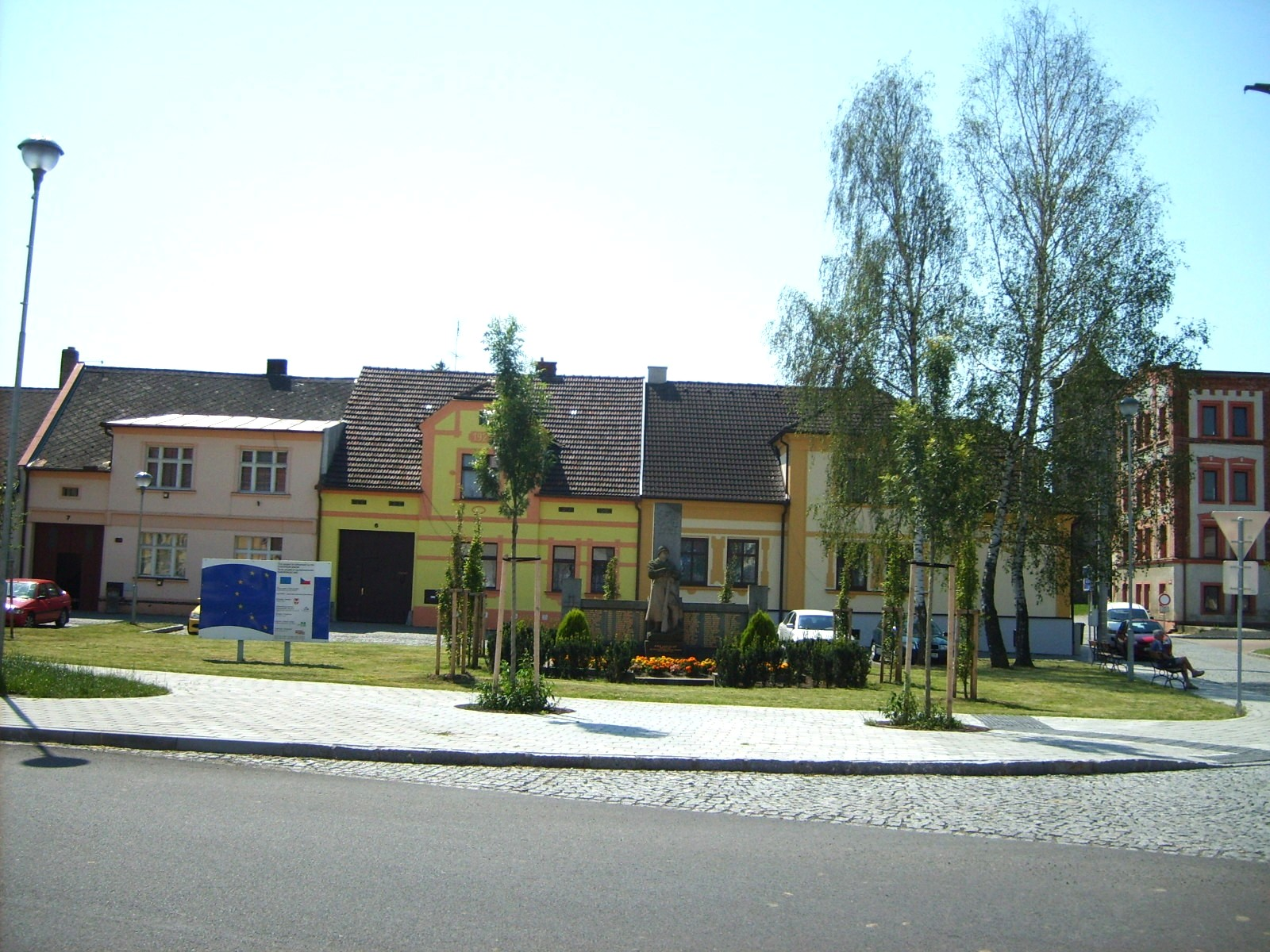
Pomník obětem světových válek na náměstí ve Švihově

- Kostel svatého Jiljí – původně románská stavba, její vzhled byl však velmi poznamenán různými přestavbami, zejména v 18. století. Jedná se o tribunový kostel, který býval přímou součástí sídla panství.
- Kostel svatého Václava – vystavěn v roce 1746 na místě původního vyhořelého kostela. Dnes slouží jako farní kostel.
- Židovský hřbitov – založen v 17. století. Jsou zde pohřbeni místní Židé, kteří ve Švihově žili až do 2. světové války.
- Sochy svatého Jana Nepomuckého – Jedna socha stojí u mostu přes Úhlavu, druhá na Náměstí T. G. Masaryka u kruhového objezdu.
- Pomník padlým první a druhé světové války – byl vystavěn ze sbírek občanů města na náměstí. Socha legionáře má představovat strážce republiky.
- Radnice – vystavěna v roce 1800 na místě původní, zbořené. Po úpravě z roku 1911 jí byla přistavěna věž.
- Fara
- Hrad Švihov – vodní gotický hrad z konce 15. století s kaplí Nanebevzetí Panny Marie
- Vodní mlýn
- Tuhošť – vrchol severozápadně od Švihova. Rezervace a archeologické naleziště s pozůstatky halštatského hradiště, které bylo v 9. a 10. století osídleno Slovany.

## Osobnosti
- Vojtěch Suchý (1783–1849), malíř miniatur, zdejší rodák
- Jan Nepomuk František Desolda (1811–1885), římskokatolický kněz, kanovník, filozof, překladatel
- Martin Kolář (1836–1898), gymnaziální profesor, historik, heraldik, publicista
- František Cvetler (1883–1956), přírodovědec
- Antonín Špelda (1904–1989), fyzik, hudební kritik, pedagog
- Josef Žampach (1913–1943), poručík letectva, odbojář
- Jaroslav Piskáček (1929–1991), nakladatelský redaktor, překladatel

## Galerie

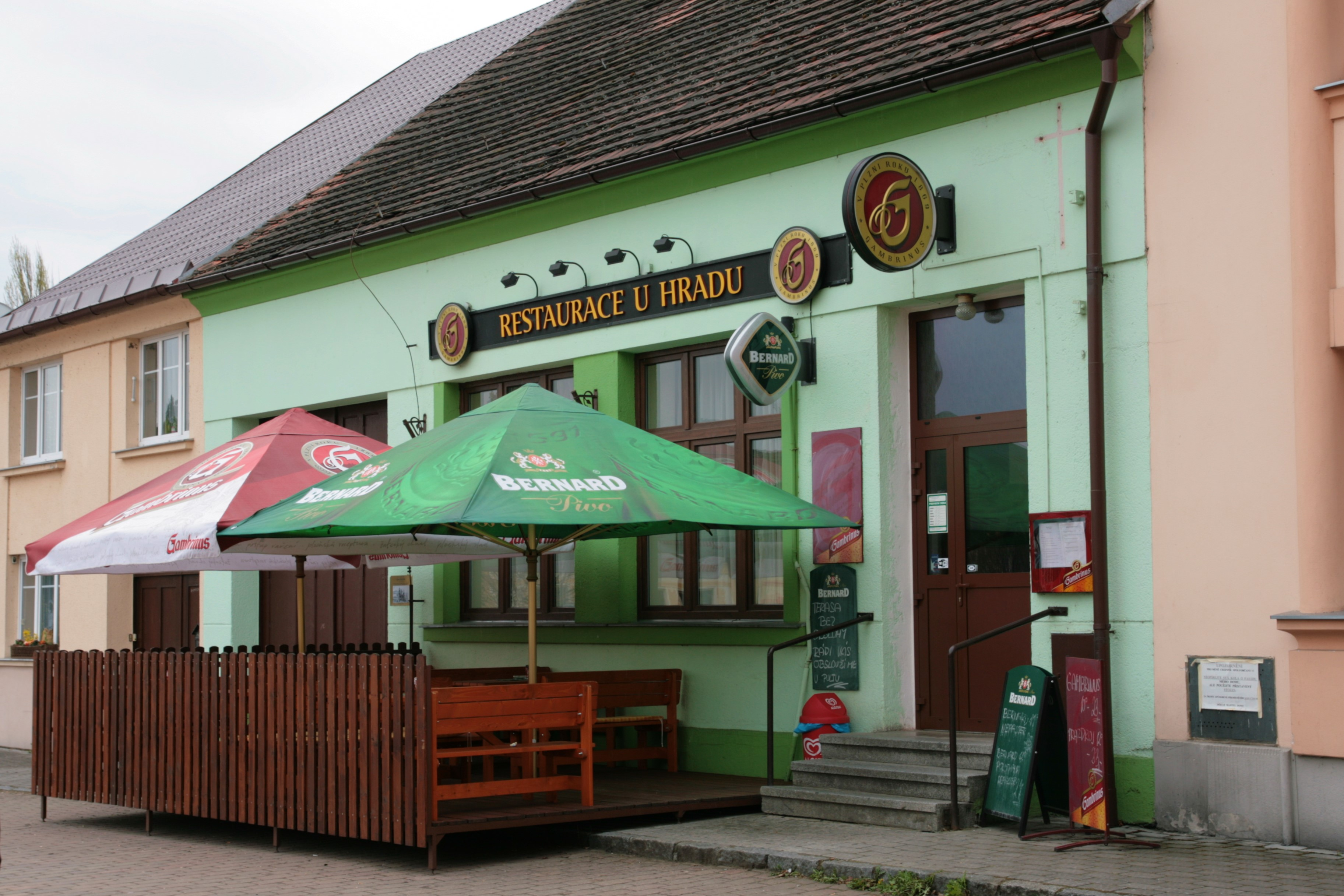
Restaurace U Hradu
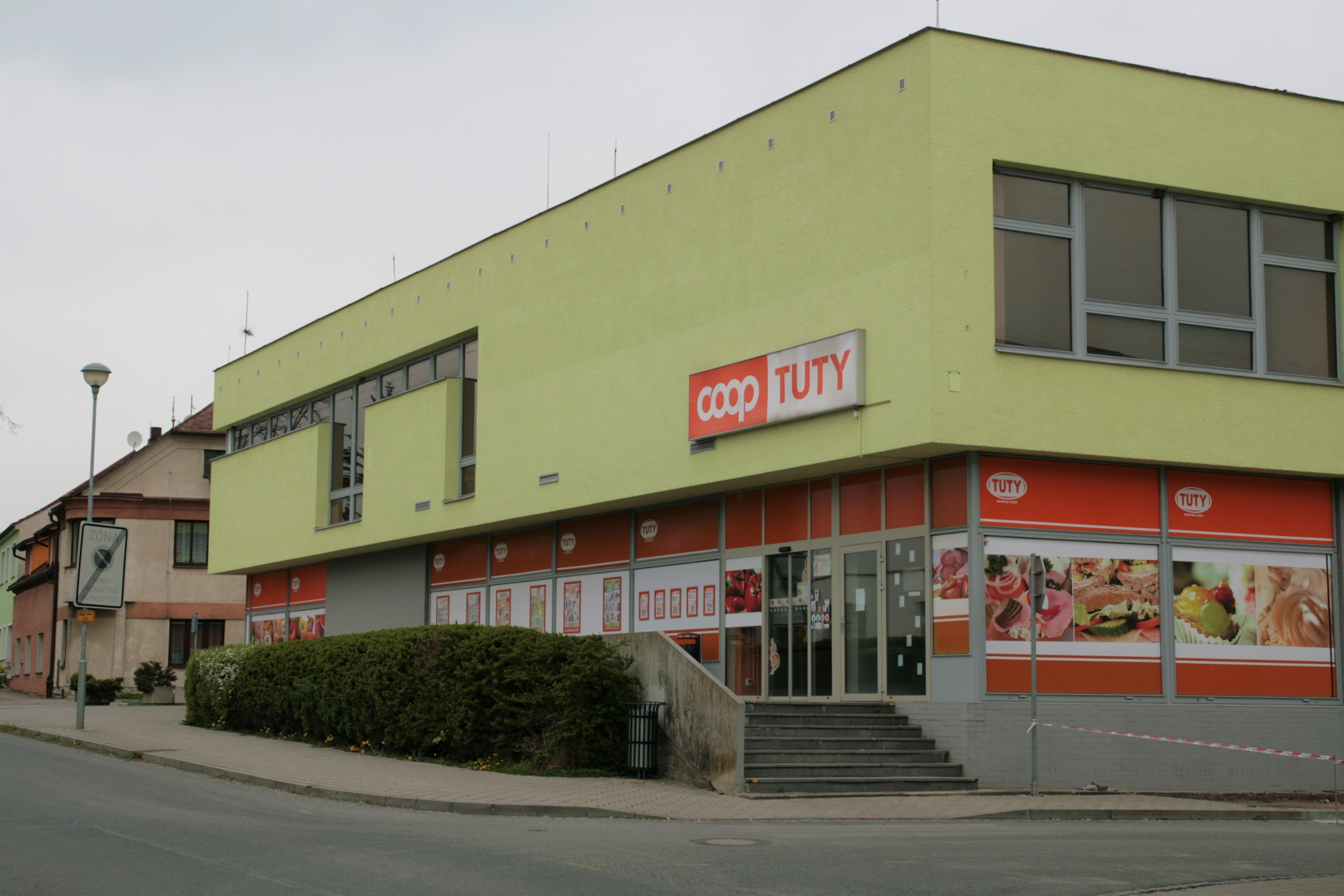
Místní prodejna
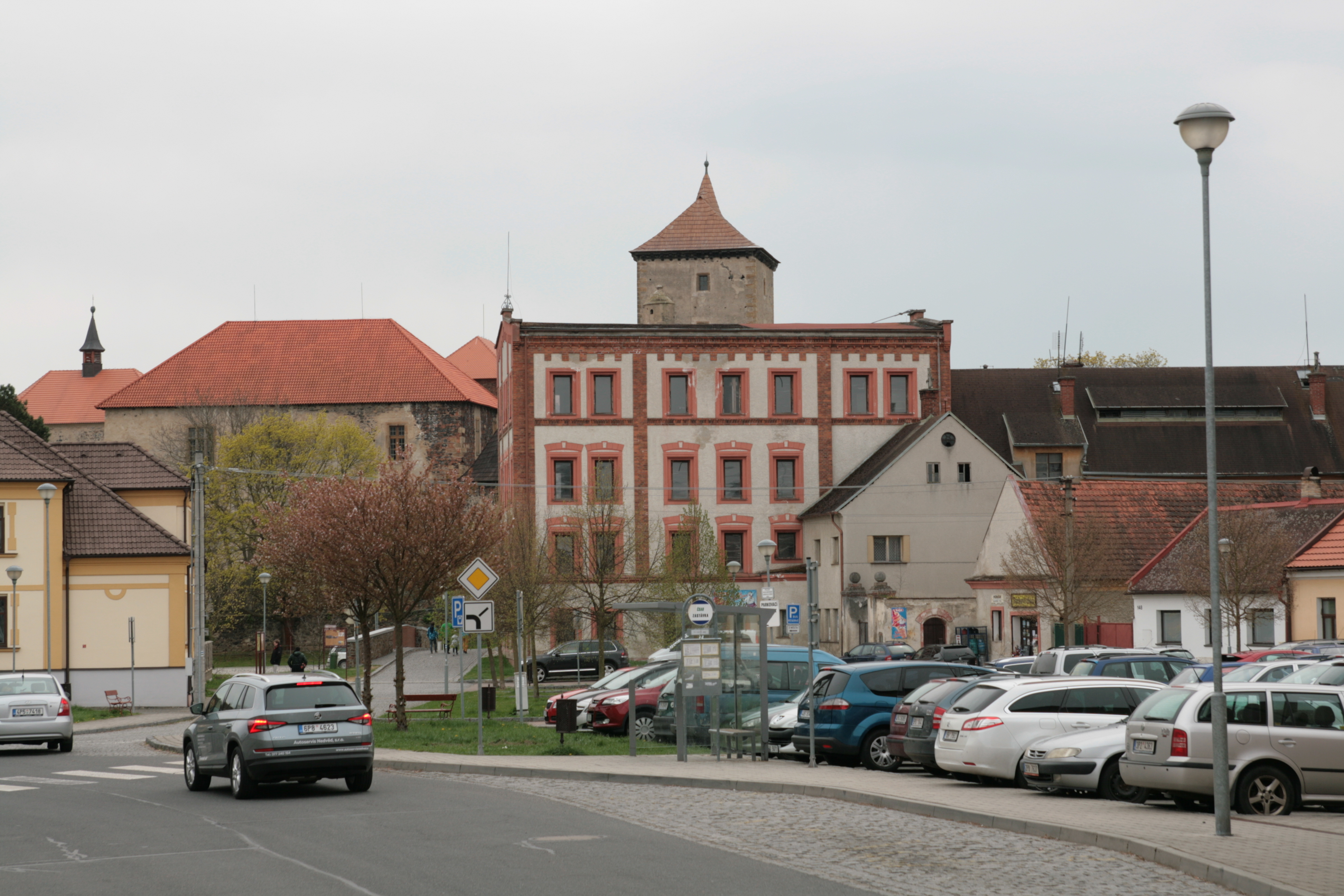
Náměstí